# Martinjärvi (sjö i Lappland, lat 66,97, long 24,55)
Martinjärvi är en sjö i Finland. Den ligger i kommunen Pello i landskapet Lappland, i den norra delen av landet, 800 km norr om huvudstaden Helsingfors. Martinjärvi ligger 186,8 meter över havet. Arean är 21,4 hektar och strandlinjen är 2,12 kilometer lång. Sjön  ingår i Torne älvs huvudavrinningsområde. 